# Calimaya
Calimaya és un municipi de l'estat de Mèxic. Ocuilan és el cap de municipi i principal centre de població d'aquesta municipalitat. Aquest municipi és a la part nord-occidental de l'estat de Mèxic. Limita al nord amb els municipis de Metepec i Capulhuac, al sud amb Tenango del Valle, a l'oest amb Toluca i a l'est amb Rayón.